# 髙山樹里
- 高山樹里
- 髙山樹里

髙山 樹里（たかやま じゅり、1976年10月21日 - ）は、神奈川県横須賀市出身の女子ソフトボール選手（投手）、ボブスレー選手、スケルトン選手。元ソフトボール日本代表。2000年シドニーオリンピック銀メダリスト、2004年アテネオリンピック銅メダリスト。
トータル・オリンピック・レディス会 会長、日本車椅子ソフトボール協会 会長、NPO法人 ソフトボール・ドリーム 理事、全日本アーチェリー連盟 理事、日本ハンドボール協会理事、日本アンチ・ドーピング機構 アスリート委員、日本プロ野球OBクラブ理事、神奈川県スポーツ推進審議会審議委員、ソフトボールの講習会（主にピッチング指導）やYouTubeやテレビのゲスト出演もしている。マネジメント所属は株式会社RIGHTS.（ライツ）。

## 経歴
近所のお姉さんに誘われたのがきっかけで小学1年生からソフトボールを始める。横須賀市立高坂小学校、横須賀市立浦賀中学校、埼玉栄高等学校、日本体育大学を卒業。

### ソフトボール
- 埼玉栄高校女子ソフトボール部時代（1992年-1994年）- 1993年にインターハイ3位、1994年にインターハイベスト8。同年、国体に埼玉県代表として出場し優勝。
- 日本体育大学女子ソフトボール部時代（1995年-1998年）- 1995年に世界ジュニア選手権で準優勝。1996年のアトランタオリンピックでは、チーム最年少の19歳（大学2年生）で日本代表に選出され4位。1997年にインターカレッジ優勝。
- 1999年 - 豊田自動織機に入団。同年、日本リーグで投手部門新人賞を受賞。
- 2000年 - シドニーオリンピックで、最多の5勝を挙げる活躍で銀メダル獲得に貢献。彩の国功労賞を受賞。
- 2004年 - アテネオリンピックで銅メダル獲得に貢献。
- 2009年 - ボブスレー等のそり競技挑戦（詳細は後述）に専念するため、ソフトボールについては「引退はしない」としつつも、豊田自動織機ソフトボール部を退部した[8]。ただしソフトボール教室などの普及活動は今後も続けるとしている[9]。
- 2019年 - 世界野球ソフトボール連盟（WBSC）ソフトボール殿堂入り[10]。
- 2020年 - 日本車椅子ソフトボール協会の会長に就任[11]。

### ウィンタースポーツ
- 2009年7月、日本ボブスレー・リュージュ連盟からの招聘により、ボブスレー競技（女子2人乗り）で2010年バンクーバーオリンピック出場を目指すことを発表。ブレーカー（スタート時にソリを押す役割）として日本代表入りを目指していたが、11月に五輪代表候補から外れた。
- その後もそり競技全般を続ける意向を示し、ボブスレー以外にスケルトンにも挑戦する意向を表明[8]。同年12月にはスケルトンの全日本選手権に参加し最下位に終わったが、当面は豊田自動織機に所属のままスケルトンに専念する考えを示す[9]。
- スケルトンに転向して2年目にして1360mの滑走路を1分を切る滑走タイムを出した。
- 2回目の挑戦となった2011年12月の全日本選手権では、スタートタイム11位・8位（2本滑走）ながら、総合4位に食い込んだ。

## 選手としての特徴
ソフトボール選手として、アトランタ・シドニー・アテネと3大会連続でオリンピックに出場。アトランタとシドニーでは開幕投手を務めた。ストレートと得意のライズボールで先発のほかリリーフとしても活躍し、佐々木主浩の「大魔神」になぞらえた「女大魔神」の異名を持つ。通算8勝はオリンピック記録。

## 人物・エピソード

### 選手としてのこだわり
- 左足から行動（スパイクやソックスを履く時など）。
- マウンド内に入る時にラインを踏まない。
- 試合前に日焼け止めを塗り直さないと気が済まない。
- ピンク色が好きで、ソフトボールの手袋や、スケルトンのソリ・ウェア・靴など、アイテムの随所にピンク色が施されている。

### エピソード
- 子供の頃から運動神経が良く、小学校から中学校にかけては競泳の個人メドレー選手であった。柔道も二段の腕前である[12]。
- 豊田自動織機では、ソフトボールアメリカ代表左腕のミッシェル・スミス[注 1]とチームメイトであった。
- 2018年9月に同い年の一般人（会社員）と結婚した。結婚発表は2018年10月4日放送のフジテレビ『アウト×デラックス』にて[13]。デーブ大久保の飲食店で知り合ったため婚姻届の証人はデーブ大久保である[13]。
- 夫が愛知県の享栄高校の卒業生であることから同校硬式野球部とも繋がりがある。
- 結婚後に夫の姓に改姓しているが、夫は一般人であるため結婚後の姓は非公表。旧姓（髙山）の表記は、正式には「くち高」ではなく「はしご髙」。

## 詳細情報

### 日本リーグ個人表彰
- 1999年 - 新人賞（投手）

### 日本リーグ記録
- 完全試合 1試合（1999年 対日通工）
- 無安打無得点試合 1試合（2000年 対YKK四国）
- 最少投球数 1イニング 3球（2000年 対トヨタ自動車）

### 背番号
- 19（1999 - 2000）
- 18（2001 - 2009）

## 関連情報

### 著書
- 『オリンピック選手直伝！競技で結果を出す食事術』（産業編集センター、2021年、ISBN 978-4863113084）

### DVD
- 『高山樹里ワールドクラスのライズボール ～ライズを生み出す「角度」と「回転」～』（ジャパンライム株式会社、2008年、JAN 4562301591176）

### メディア出演
自身のYouTubeチャンネルは未開設であるが、各種チャンネルにゲスト出演している。
- 【対談】オリンピック女子ソフトボール元日本代表選手がやってきたSP「髙山樹里さん」（29TV -「肉山」オーナー光山英明）
- 【女大魔神】シドニー銀メダリストにソフトボール教わります（デーブ大久保チャンネル）
- 前半 【陰湿】女子ソフトの上下関係のリアル （デーブ大久保チャンネル）
- 後半 メダルをかじろうとする人はたくさんいます（デーブ大久保チャンネル）